# Macropoma
Genre
Macropoma est un  genre éteint de Coelacanthimorpha. Il a vécu au Crétacé supérieur (Turonien) il y a environ entre −94 et −90 Ma (millions d'années). C'est un des plus proches parents des espèces encore vivantes de cœlacanthes, celles du genre Latimeria.
Des fossiles de Macropoma ont été découverts en Angleterre et en Tchécoslovaquie. Ces fossiles mesurant 60 cm sont deux à trois fois plus petits que les cœlacanthes modernes mais leur morphologie est très ressemblante.

## Liste des espèces
- † Macropoma mantelli
- † Macropoma lewesiensis
- † Macropoma praecursor
- † Macropoma willemoesii